# Una Pope-Hennessy

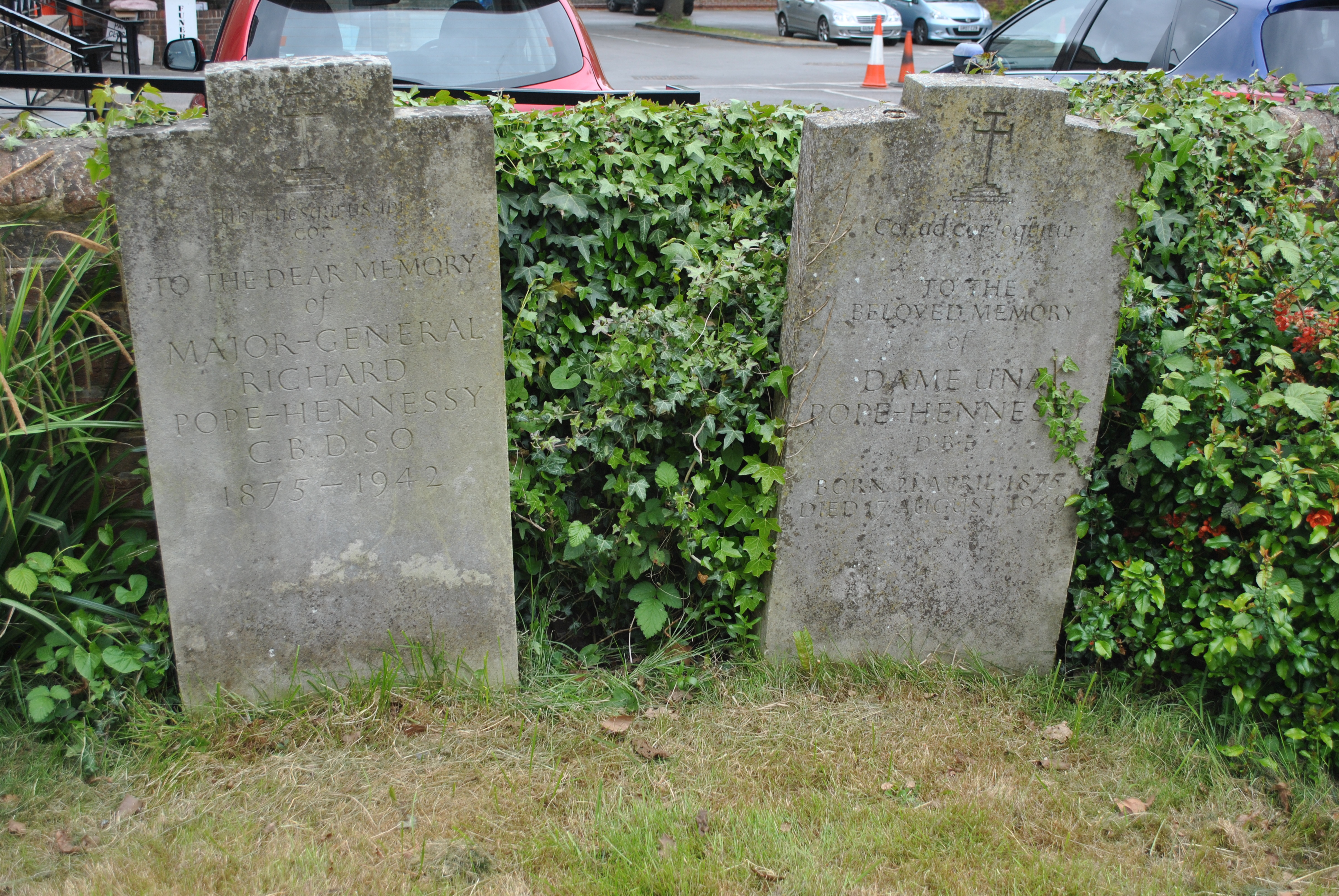
Grabsteine von Una Birch und ihrem Ehemann, Friary Church of St Francis and St Anthony, Crawley

Dame Una Constance Pope-Hennessy (* 21. April 1875; † 1. August 1949) war eine englische Übersetzerin, Sachbuchautorin und Biografin, die ihre Bücher meist unter ihrem Geburtsnamen Una Birch veröffentlichte.
Birch war die Tochter Arthur Birchs (1837–1914), eines ehemaligen Kolonialbeamten und Bankmanagers. 1910 heiratete sie den irischstämmigen späteren General und Politiker Richard Pope-Hennessy (1875–1942) und hatte mit ihm zwei Söhne, den Kunsthistoriker John Pope-Hennessy (1913–1994) und den Schriftsteller James Pope-Hennessy (1916–1974). Birch konvertierte zum Katholizismus, der Religion ihres Mannes und wurde für ihre Freiwilligenarbeit im Ersten Weltkrieg 1919 zur Lady of Grace of St. John of Jerusalem (L.G.St.J.) und 1920 zur Dame Commander of the Order of the British Empire (DBE) ernannt. Sie lebte mit ihrer Familie in London und begleitete ihren Mann auf dessen beruflichen Aufenthalten in Irland, Washington, Leningrad und Berlin.
Birch verfasste Sachbücher zu recht unterschiedlichen Themen. Sie schrieb über chinesische Jadekunst, Geheimgesellschaften und über Leningrad unter Stalin. Ihre bekanntesten Werke finden sich jedoch unter ihren Biografien, darunter vor allem Three English Women in America (1929, über Frances Trollope, Fanny Kemble und Harriet Martineau), Edgar Allan Poe (1934), Agnes Strickland: Biographer of the Queens of England (1940) und Charles Dickens (1945).

## Werke (Auswahl)
- Maxims of a Queen (1907, über Christina von Schweden, Übersetzung)
- Anna van Schurman: Artist, Scholar, Saint (1909)
- Secret Societies and the French Revolution, London 1911, Archive, aktuell verlegt als James Wassermann (Hrsg.): Secret Societies: Illuminati, Freemasons and the French Revolution. Nicolas Hayes, 2007, ISBN 978-0892541324
- Madame Roland: A Study in Revolution (1917)
- Early Chinese Jades (1923)
- Three English Women in America (1929, über Frances Trollope, Fanny Kemble und Harriet Martineau)
- The Aristocratic Journey (1931)
- The Laird of Abbotsford: An Informal Presentation of Sir Walter Scott (1932)
- Edgar Allan Poe, 1809–1849: A Critical Biography (1934)
- The Closed City: Impressions of a Visit to Leningrad (1938)
- Agnes Strickland: Biographer of the Queens of England (1940)
- Durham Company (1941)
- Charles Dickens (1945)
- A Jade Miscellany (1946)
- Sir Walter Scott (1948)
- A Czarina's Story (1948, Übersetzung)
- Canon Charles Kingsley (1948)